# بيركير مار سافارسون
بيركير مار سافارسون (بالآيسلندية: Birkir Már Sævarsson) (مواليد 11 نوفمبر 1984) هو لاعب كرة قدم آيسلندي ، يجيد اللعب في مركز الظهير الأيمن ، ويلعب أيضًا كقلب دفاع ، ويلعب حاليًا لنادي هاماربي السويدي.

## بطولات وإنجازات اللاعب

### فالور
- دوري آيسلندا الممتاز: 2007
- كأس آيسلندا: 2005
- كأس الدوري الآيسلندي: 2008
- كأس السوبر الآيسلندي: 2006 , 2008
- دوري الدرجة الأولى الأيسلندي: 2004

## روابط خارجية
- بيركير مار سافارسون على موقع الاتحاد الدولي (مؤرشف)  (الإنجليزية)
- بيركير مار سافارسون على موقع الاتحاد الأوربي (الإنجليزية)
- بيركير مار سافارسون على موقع قاعدة بيانات كرة القدم.إي يو (الإنجليزية)
- بيركير مار سافارسون على موقع ناشيونال فوتبول تيمز (الإنجليزية)
- بيركير مار سافارسون على موقع Soccerway.com (الإنجليزية)
- بيركير مار سافارسون على موقع عالم كرة القدم.نت (الإنجليزية)
- بيركير مار سافارسون على موقع AS.com (الإسبانية)

- Birkir Már Sævarsson